# Вежа (фільм, 1928)
«Вежа» (фр. La Tour) — французький чорно-білий німий короткометражний документальний фільм Рене Клера 1928 року.

## Сюжет
У своєму документальному фільмі Рене Клер розповідає про знамениту Ейфелеву вежу, яка була побудована для Всесвітньої виставки 1889 року. Спочатку 300-метровий залізний витвір відомого інженера Густава Ейфеля планувалося демонтувати через 20 років після спорудження. До того ж зухвалий проєкт обурив творчу інтелігенцію Парижа і всій Франції, який вважає, що металева конструкція буде придушувати архітектуру міста та зруйнує неповторний стиль столиці, що складався протягом століть. Незважаючи на всі протести та побоювання Ейфелева вежа не тільки була зведена, але і з часом перетворилася на один з головних символів Парижа.

## Цікаві факти
У 2003 році фільм був озвучений музикою спеціально складеної для цього Арно Готьє.